# Mały słownik zoologiczny
Mały słownik zoologiczny – tematyczna seria (cykl wydawniczy) małych, kieszonkowych słowników, wydawana w latach 1973–1991 przez Wydawnictwo „Wiedza Powszechna” w Warszawie. Format wydania wzorowany był na „Małym słowniku biologicznym”, wydanym w 1965.
Na cykl „Małych słowników zoologicznych” składają się tytuły:
- Ssaki. Autorzy: Kazimierz Kowalski, Adam Krzanowski, Henryk Kubiak, Barbara Rzebik-Kowalska, Lucjan Sych. Wyd. I w 1973, wyd. II w 1975, wyd. III w 1978[2].
- Ryby. Autorzy: Krystyna Kowalska, Jan Rembiszewski,  Halina Rolik. Str. 310. Wyd. I w 1973, wyd. II w 1976[3].
- Bezkręgowce. Autorzy: Mieczysław Górny, Andrzej i Janina Kaczanowscy, Jerzy Prószyński, Jan Maciej Rembiszewski, Mirosław Stankiewicz, Wojciech Staręga, Teresa Sulgostowska, Zuzanna Stromenger, Tomasz Umiński i Ludwik Żmudziński. Str. 454. Wyd. I w 1976, wyd. II w 1984[4].
- Gady i płazy. Autor: Włodzimierz Juszczyk. Str. 320. Wyd. 1978, 1986[5].
- Owady. Autor: Henryk Sandner. Str. 295. Wyd. I w 1979.
- Ptaki. Autorzy: Przemysław Busse i inni[6]. Daty wydania:
  - Tom I w 1990,
  - Tom II w 1991.

Każdy z tomów obejmuje opisy krajowych i egzotycznych zwierząt z omawianej grupy, ich systematykę, anatomię, fizjologię, ekologię, rozmieszczenie geograficzne i znaczenie gospodarcze. Do słowników dołączany był komplet slajdów, a do niektórych również pocztówka dźwiękowa z nagraniami głosów zwierząt. Hasła ułożono alfabetycznie. Słowniki zawierają liczne ilustracje. Wyposażono je również w alfabetyczny skorowidz nazw naukowych.